# Hamburger Kasten

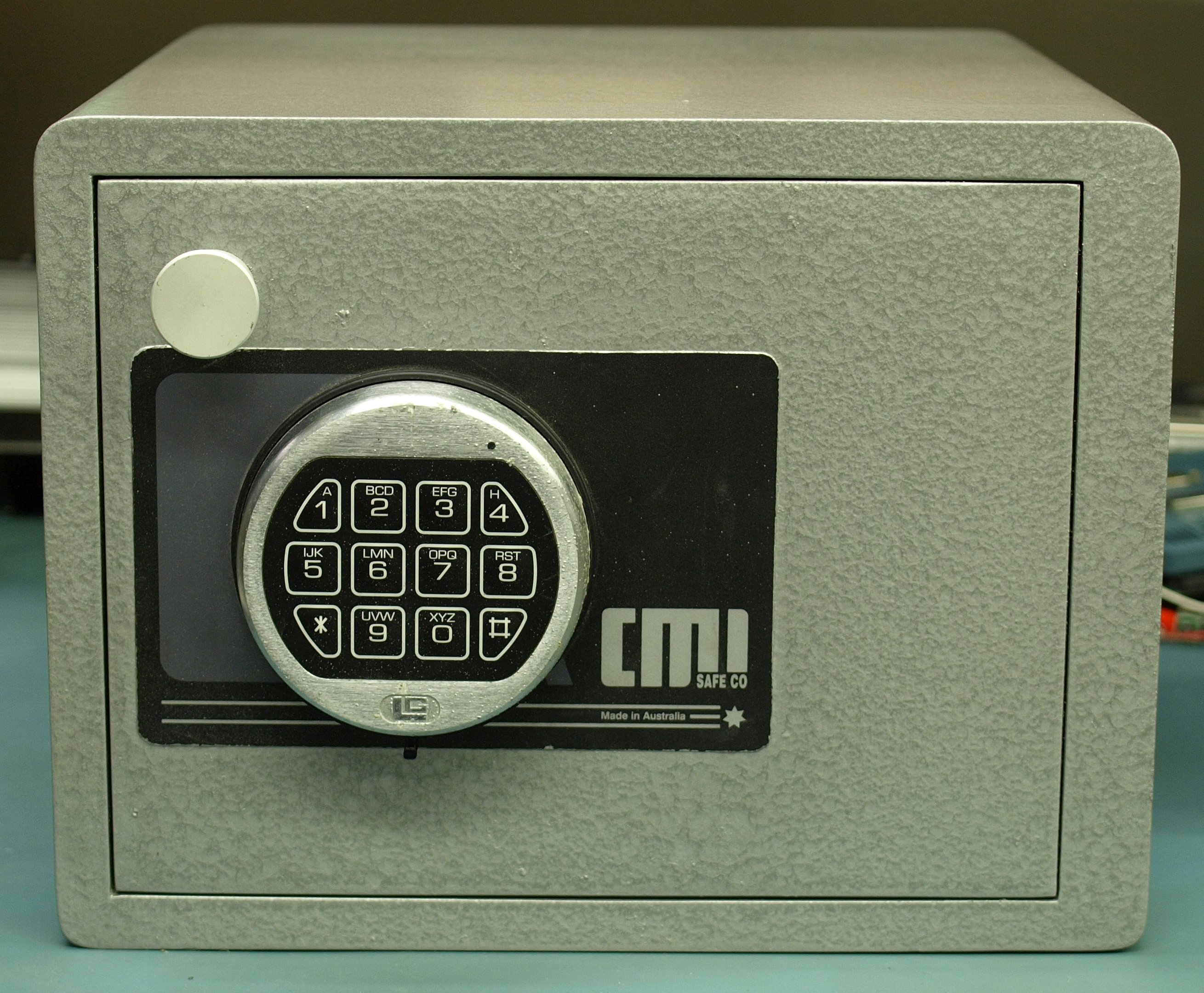
Kleiner Safe

Ein Hamburger Kasten ist ein besonderer Waffenschrank, der für die ausschließliche Lagerung einer Seenotsignalpistole und deren Munition an Bord eines Sportbootes zugelassen ist.

## Namensherkunft
Der Hamburger Kasten hat seinen Namen von der Hamburger Wasserschutzpolizei, die die Bauvorgaben für einen Waffenschrank für Seenotsignalpistolen festlegte. Mittlerweile sind diese Bauvorgaben deutschlandweit anerkannt.

## Bauart
Anders als bei anderen Waffenschränken oder Tresoren gibt es für den Hamburger Kasten keine direkte Norm oder Bauvorschrift; daher ist der Hamburger Kasten klassifizierungsfrei und lässt sich im Prinzip selbst bauen. Der Kasten muss aus Stahlblech gefertigt sein, die Türstärke mindestens vier Millimeter betragen und sich mit einem Schwenkriegel verschließen lassen. Der Kasten muss fest mit dem Bootsrumpf verbunden sein.

## Verwendung
Der Hamburger Kasten findet auf Sportbooten Verwendung, auf denen eine Seenotsignalpistole aufbewahrt werden soll.